# Irene Diet
 (avril 2018).
Irene Diet (née le 6 février 1959 à Leipzig) est une auteure anthroposophe allemande. 

## Biographie
Irene Diet est diplômée d'histoire à l'université Karl-Marx de Leipzig en Allemagne. Elle est la petit-fille de Gertrud Bobek, membre du parti communiste allemand et femme politique de la République démocratique allemande. Elle quitte la RDA en 1985 pour s'installer à Paris, où elle continue ses études d'histoire et de philosophie à la Sorbonne. Depuis 1989, elle travaille comme auteure indépendante, conférencière et directrice de séminaire en Allemagne, en Suisse et en Hongrie. Après quelques années d´adhésion à la société anthroposophique, elle s'en émancipe définitivement en 1996. Irene Diet vit à Berlin depuis 2002. Elle est la cofondatrice de la maison d'édition IGNIS Verlag.

## Publications
- Jules und Alice Sauerwein und der Kampf um die Anthroposophie in Frankreich, Zeist /NL 1998  (ISBN 978-3-906482-02-6)
- Zur Entstehung und Entwickelung der okkulten Logen des Westens. Manfred Schmidt-Brabant und der Logenimpuls, Dübendorf/ CH 2001  (ISBN 978-3-906482-00-2)
- Die wahre Freimaurerei und ihre Gegenbilder. Der Kampf Rudolf Steiners um die Zusammenführung von Kain- und Abelströmung. Anthroposophie und Frauenfrage. Die Arbeit am zukünftigen Menschen, Dietlikon/CH 2013, 2. Auflage  (ISBN 978-3-906482-07-1)
- Die entgeistigte Wiederverkörperung. Kommentare zu angeblichen Karma- und Reinkarnationserscheinungen unserer Zeit, Dübendorf/CH 2000  (ISBN 978-3-906482-01-9)
- Gefangenschaft der Geistesleere. Vom Rätsel des Zusammenhangs zwischen Welterkenntnis und Selbsterkenntnis, Dübendorf/ CH 2003  (ISBN 978-3-906482-03-3)
- Die Stummen, Roman, Dietlikon/CH 2010  (ISBN 978-3-906482-05-7)
- Das Geheimnis der Sprache Rudolf Steiners. Vom ungelösten Rätsel des Verstehens, Dietlikon/CH 2011,  (ISBN 978-3-906482-06-4)
- Ist die «Rudolf Steiner Gesamtausgabe» das Werk Rudolf Steiners? Eine historische Studie, Dietlikon/CH 2013  (ISBN 978-3-906482-09-5)
- Welches Recht hat Rudolf Steiner selbst an seinem Werk? Anmerkungen zum Projekt des Rudolf Steiner Archivs, bis 2025 die Gesamtausgabe abzuschließen, Thun/CH 2016  (ISBN 978-3-906482-10-1)
- Rudolf Steiner: Mein Lebensgang. Studienausgabe nach dem Erstdruck, wie er in der Wochenschrift Das Goetheanum erschienen ist, unter besondere Berücksichtigung des Manuskripts, herausgegeben und mit einem ausführlichen Nachwort versehen von Irene Diet, Thun/CH 2016,  (ISBN 978-3-906482-08-8)

### Traductions en français - anglais
- La réincarnation sans l’esprit. Histoire d’une contre-vérité, traduit par Pierre Diet, Paris 2002  (ISBN 2-85248-232-0)
- Imprisoned in the Spiritual Void. The Riddle of the Relation between World-Knowledge and Self-Knowledge in Rudolf Steiner’s Work, übersetzt von Graham B. Rickett, Dübendorf/CH 2003  (ISBN 978-3-906482-04-0)